# Język chuj
Język chuj (a. chuje, czuh) (hiszp. idioma chuj, IPA: [ʧuːx]) – język majański, używany przez Indian z plemienia Chuj w Gwatemali i Meksyku. Z punktu widzenia typologii jest to język polisyntetyczny.
Istnieją dwa blisko spokrewnione języki noszące tę nazwę (z własnymi kodami ISO 639-3):
- chuj z San Mateo Ixtatán (chuj z Ixatan, hiszp. chuj de San Mateo Ixtatán, Chapai) – szacuje się, iż w Gwatemali posługuje się nim ponad 22 tysiące osób, zaś w Meksyku ponad 9 tysięcy osób.
- chuj z San Sebastián Coatán (chuj południowy, hiszp. chuj de San Sebastián Coatán) – szacuje się, iż w Gwatemali używa go ponad 19 tysięcy osób.

## Gramatyka

### Fonologia[3]
|                | przednie | centralne | tylne |
| -------------- | -------- | --------- | ----- |
| przymknięte    | i        |           | u     |
| półprzymknięte | e        |           | o     |
| otwarta        |          | a         |       |

|                    | dwuwargowe | dwuwargowe | dziąsłowe | dziąsłowe | podniebienne | podniebienne | tylnojęzykowe | tylnojęzykowe | języczkowa | krtaniowa |
| płucna             | implozywna | płucna     | ejektywna | płucna    | ejektywna    | płucna       | ejektywna     | płucna        |            |           |
| ------------------ | ---------- | ---------- | --------- | --------- | ------------ | ------------ | ------------- | ------------- | ---------- | --------- |
| zwarte             | p          | ɓ          | t         | tʼ        |              |              | k             | kʼ            |            | ʔ         |
| szczelinowe        | v          |            | s         |           | ʃ            |              |               |               | χ          |           |
| zwarto-szczelinowe |            |            | t͡s        | t͡sʼ       | t͡ʃ           | t͡ʃʼ          |               |               |            |           |
| nosowe             | m          |            | n         |           |              |              | ŋ             |               |            |           |
| aproksymanty       |            |            | l         |           | j            |              |               |               |            |           |
| drżąca             |            |            | r         |           |              |              |               |               |            |           |

### Ortografia[4][5]
| zapis ortograficzny | IPA   | przykład | tłumaczenie           |
| ------------------- | ----- | -------- | --------------------- |
| a                   | /a/   | atzʼam   | sól                   |
| bʼ                  | /ɓ/   | bʼeyi    | spacerować            |
| ch                  | /t͡ʃ/  | chich    | zając                 |
| chʼ                 | /t͡ʃʼ/ | chʼal    | nić                   |
| e                   | /e/   | ewi      | wczoraj               |
| i                   | /i/   | ix       | kobieta               |
| j                   | /χ/   | jun      | jeden                 |
| k                   | /k/   | kukay    | robaczek świętojański |
| kʼ                  | /kʼ/  | kʼatzitz | drewno opałowe        |
| l                   | /l/   | lolonel  | słowo                 |
| m                   | /m/   | much     | ptak                  |
| n                   | /n/   | nun      | rodzic                |
| nh                  | /ŋ/   | nhabʼ    | deszcz                |
| o                   | /o/   | okʼ      | stopa                 |
| p                   | /p/   | pat      | dom                   |
| r                   | /r/   | retet    | dzięcioł              |
| s                   | /s/   | sak      | biały                 |
| t                   | /t/   | tut      | fasola                |
| tʼ                  | /tʼ/  | tʼoy     | miękki                |
| tz                  | /t͡s/  | tzatz    | twardy                |
| tzʼ                 | /t͡sʼ/ | tzʼiʼ    | pies                  |
| u                   | /u/   | unin     | dziecko               |
| w                   | /v/   | winak    | mężczyzna             |
| x                   | /ʃ/   | xanhap   | but                   |
| y                   | /j/   | yax      | zielony               |
| ʼ                   | /ʔ/   | ʼonh     | awokado               |

Litera <h> poprzedzająca samogłoskę na początku wyrazu oznacza, że wyraz zaczyna się od samogłoski, a nie od zwarcia krtaniowego.

## Przykłady słownictwa (dialekt z San Mateo Ixtatán)
- pat = dom
- ix = kobieta
- winak = mężczyzna
- unin = dziecko
- wa’il = tortilla
- ixim = kukurydza
- tut = fasola
- pajich = pomidor
- k’u = słońce
- nhab’ = deszcz
- ik’ = wiatr/powietrze
- asun = chmura

### Liczebniki od 1 do 10
San Mateo Ixtatán / San Sebastián Coatán
1. Ju’un / Jun[6]
2. Cha’ab’ / Cha’ab’/chab’
3. Oxe’ / Oxe’
4. Chanhe’ / Chanhe’
5. Hoye’ / Ho’e’
6. Wake’ / Wake’
7. Huke’ / Huke’
8. Wajxake’ / Wajxke’
9. B’alunhe’ / B’alnhe’
10. Lajunhe’ / Lajnhe’